# 袁國徵

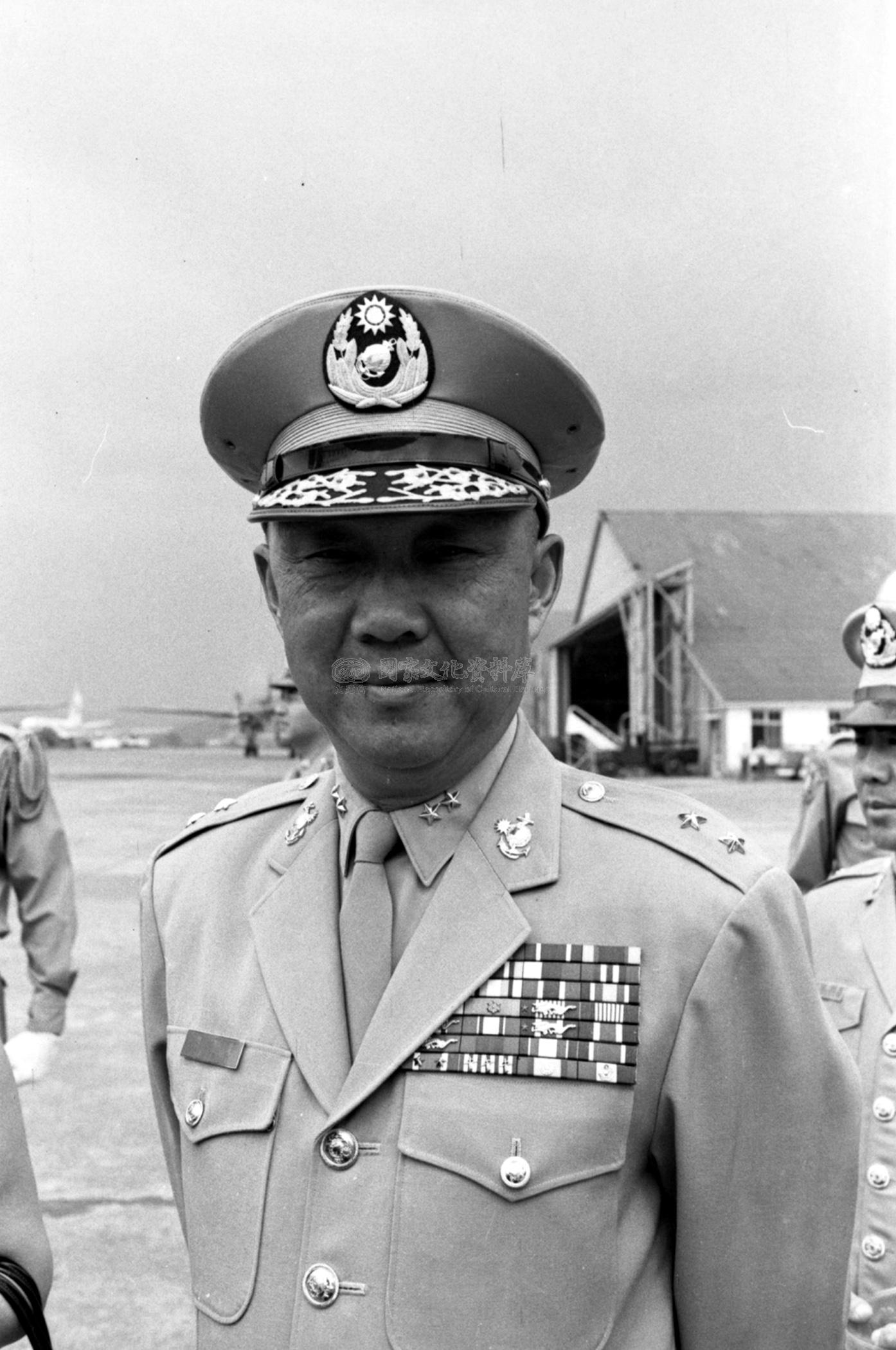
攝於1970年

袁國徵（1917年—1982年9月22日），號養農，中華民國陸軍中將，安徽桐城人。中央陸軍軍官學校第十三期砲科畢業，官至联勤总部中将副总司令。

## 略歷
- 1948年，任陆军第九十二军第一四二师上校参谋长。
- 1950年，任陆军第十九军第四十五師第一三五团团长。後併入海軍陸戰隊陸戰第一師，任陆战第一师师长。
- 1961年，任海军陆战队司令部少將副司令。
- 1962年，晉升海军陆战队中將。
- 1963年，任海軍艦隊陸戰隊司令部司令。（1968年9月海軍艦隊陸戰隊司令部裁撤）
- 1968年，任海軍陸戰隊司令部中將司令。
- 1971年，調任陸軍訓練作戰發展司令部司令。
- 1973年5月10日，任中華民國跆拳道協會創會理事長。
- 1977年，退役。
- 1982年9月22日，過世。

## 戰功
1953年7月東山島戰役，獲頒四等寶鼎勳章（時任上校團長）

## 陸戰隊進行曲
- 袁國徵 詞,林生龠 曲

我們是鋼鐵的隊伍,我們是三軍的先鋒,

我們是好漢中的好漢,我們是英雄中的英雄,

千錘百鍊,攻克戰勝,

不怕艱難不怕死,永遠忠誠氣如虹,

為革命獻身,為領袖效忠,

我們是鋼鐵的隊伍,我們是三軍的先鋒,

我們是好漢中的好漢,我們是英雄中的英雄,

打第一仗,立第一功,

捍衛疆土振國運,弘揚主義進大同,

創千秋事業,立萬世雄風.

## 外部連結
https://web.archive.org/web/20190602164202/http://www.taekwondo.org.tw/instpage.php?r=&w=100%25&h=800&url=www.taekwondo.org.tw%2Ftkd%2Ftop6.htm 官網 : 中華民國跆拳道協會(當中提及袁將軍......於民國七十一年九月廿二日與世長辭)
| 前任： 于豪章 | 中華民國海軍陸戰隊司令 1968.01.11—1971.03.15 | 繼任： 何恩廷 |